# William Kerr, II marchese di Lothian
William Kerr, II marchese di Lothian (1661 – 28 febbraio 1722), è stato un nobile e ufficiale scozzese.

## Biografia
Era il figlio maggiore di Robert Kerr, I marchese di Lothian, e di sua moglie, Lady Jane Campbell.

## Carriera militare
Succedette al padre nel 1703, venne nominato generale di divisione nel 1704 e fu un deputato del Parlamento di Scozia fino al suo scioglimento. È stato nominato colonnello del 7º Reggimento dei Dragoni nel 1696 e generale di brigata nel 1702.
Venne nominato cavaliere del Cardo nel 1705.
Ha sostenuto l'Unione, ed è stato nominato luogotenente generale nel 1708 ed è stato eletto un pari quell'anno. È stato eletto, nel 1715, alla Camera dei lord fino alla sua morte.

## Matrimonio
Sposò, il 30 giugno 1685, Lady Jane Campbell, figlia di Archibald Campbell, IX conte di Argyll, e di Lady Mary Stuart. Ebbero cinque figli:
- William Kerr, III marchese di Lothian (1690-1767)
- Lady Anne Kerr (?-1727), sposò in prime nozze Alexander Home, VII conte di Home, ebbero due figli, sposò in seconde nozze Henry Ogle, non ebbero figli;
- Lady Jean Kerr (?-marzo 1768), sposò William Cranstoun, V Lord Cranstoun, ebbero un figlio;
- Lady Elizabeth Kerr (?-22 maggio 1758), sposò George Ross, XIII Lord di Halkhead, non ebbero figli;
- Lady Mary Kerr (?-1768), sposò Alexander Hamilton, ebbero un figlio.

## Morte
Morì nel 1722 e fu sepolto nell'Abbazia di Westminster.